# (32916) 1995 CL
1995 CL (asteroide 32916) é um asteroide da cintura principal. Possui uma excentricidade de 0.29496810 e uma inclinação de 13.93743º.
Este asteroide foi descoberto no dia 1 de fevereiro de 1995 por Takao Kobayashi em Oizumi.